# 瓦莱-迪萨尔盖鲁
瓦莱-迪萨尔盖鲁是葡萄牙布拉干萨区的一个堂区。总面积15.2平方公里，总人口422人，人口密度27.8人/平方公里。